# Oceanijsko prvenstvo u košarci 1989.
Oceanijsko prvenstvo u košarci 1989. bilo je deveto izdanje ovog natjecanja. Igralo se u Sydneyu od 28. kolovoza do 3. rujna Pobjednik se kvalificirao na SP 1990.

## Turnir
| 1. momčad  | Ishod    | 2. momčad   |
| ---------- | -------- | ----------- |
| Australija | 91 : 54  | Novi Zeland |
| Australija | 106 : 55 | Novi Zeland |

| Pobjednici Oceanijskog košarkaškog prvenstva 1989. |
| AUSTRALIJA Deveti naslov                           |